# Murali Sreeshankar
Murali Sreeshankar (né le 27 mars 1999 dans le district de Palakkad, au Kerala) est un athlète indien, spécialiste du saut en longueur.

## Biographie
Quatrième des championnats d’Asie en salle 2018 et médaillé de bronze aux Championnats d’Asie juniors 2018, Sreeshankar réalise un saut de 7,99 m en 2018 à Patiala, mais une appendicite l'empêche de participer aux Jeux du Commonwealth de 2018 à Gold Coast. En finale des Jeux asiatiques de 2018, il saute en 7,95 m (vent nul) et termine 6e. Le 27 septembre 2018, il bat le record national et record du Commonwealth pour sa catégorie avec 8,20 m.
En 2021, Sreeshankar réalise 8,26 m lors de la Federation Cup à Patiala, ce qui le qualifie pour les Jeux olympiques. A Tokyo il est éliminé en qualifications.
Le 3 avril 2022, à Thenhipalam, il porte son record personnel à 8,36 m, nouveau record d'Inde. Il termine 7e aux championnats du monde, puis décroche la médaille d'argent aux Jeux du Commonwealth.
En 2023, Sreeshankar atteint la distance de 8,41 m, nouveau record personnel, à un centimètre du record national établi par Jeswin Aldrin en début d'année.
Il obtient l'argent aux championnats d'Asie, mais aux championnats du monde il échoue en qualifications. Il conclut sa saison par une autre médaille d'argent, obtenue aux Jeux asiatiques.

## Palmarès
| Date | Compétition                    | Lieu       | Résultat | Marque |
| ---- | ------------------------------ | ---------- | -------- | ------ |
| 2018 | Championnats d’Asie en salle   | Téhéran    | 4e       | 7,60 m |
| 2018 | Championnats d’Asie juniors    | Gifu       | 3e       | 7,47 m |
| 2018 | Championnats du monde juniors  | Tampere    | 6e       | 7,75 m |
| 2018 | Jeux asiatiques                | Jakarta    | 6e       | 7,95 m |
| 2022 | Championnats du monde en salle | Belgrade   | 7e       | 7,92 m |
| 2022 | Championnats du monde          | Eugene     | 7e       | 7,96 m |
| 2022 | Jeux du Commonwealth           | Birmingham | 2e       | 8,08 m |
| 2023 | Championnats d'Asie            | Bangkok    | 2e       | 8,37 m |
| 2023 | Jeux asiatiques                | Hangzhou   | 2e       | 8,19 m |

## Records
| Épreuve          | Temps            | Vent             | Lieu             | Date             |
| Saut en longueur | Saut en longueur | Saut en longueur | Saut en longueur | Saut en longueur |
| ---------------- | ---------------- | ---------------- | ---------------- | ---------------- |
| En plein air     | 8,41 m           | + 1,5            | Bhubaneshwar     | 18 juin 2023     |
| En salle         | 7,92 m           |                  | Belgrade         | 18 mars 2022     |